# Lijst van voetbalinterlands Ierland - Oostenrijk
Deze lijst van voetbalinterlands is een overzicht van alle officiële voetbalwedstrijden tussen de nationale teams van Ierland en Oostenrijk. De landen speelden tot op heden zestien keer tegen elkaar. De eerste wedstrijd, een vriendschappelijke ontmoeting, werd gespeeld in Wenen op 7 mei 1952. Het laatste duel, een kwalificatiewedstrijd voor het Wereldkampioenschap voetbal 2018, vond plaats op 11 juni 2017 in Dublin.

## Wedstrijden
| №  | Plaats | Datum             | Competitie           | Wedstrijd            | Uitslag |
| -- | ------ | ----------------- | -------------------- | -------------------- | ------- |
| 1  | Wenen  | 7 mei 1952        | Vriendschappelijk    | Oostenrijk – Ierland | 6 – 0   |
| 2  | Dublin | 25 maart 1953     | Vriendschappelijk    | Ierland – Oostenrijk | 4 – 0   |
| 3  | Wenen  | 14 mei 1958       | Vriendschappelijk    | Oostenrijk – Ierland | 3 – 1   |
| 4  | Dublin | 8 april 1962      | Vriendschappelijk    | Ierland – Oostenrijk | 2 – 3   |
| 5  | Wenen  | 25 september 1963 | EK 1964 kwalificatie | Oostenrijk – Ierland | 0 – 0   |
| 6  | Dublin | 13 oktober 1963   | EK 1964 kwalificatie | Ierland – Oostenrijk | 3 – 2   |
| 7  | Wenen  | 22 mei 1966       | Vriendschappelijk    | Oostenrijk – Ierland | 1 – 0   |
| 8  | Dublin | 10 november 1968  | Vriendschappelijk    | Ierland – Oostenrijk | 2 – 2   |
| 9  | Dublin | 30 mei 1971       | EK 1972 kwalificatie | Ierland – Oostenrijk | 1 – 4   |
| 10 | Linz   | 10 oktober 1971   | EK 1972 kwalificatie | Oostenrijk – Ierland | 6 – 0   |
| 11 | Dublin | 11 juni 1995      | EK 1996 kwalificatie | Ierland – Oostenrijk | 1 – 3   |
| 12 | Wenen  | 6 september 1995  | EK 1996 kwalificatie | Oostenrijk – Ierland | 3 – 1   |
| 13 | Dublin | 26 maart 2013     | WK 2014 kwalificatie | Ierland – Oostenrijk | 2 – 2   |
| 14 | Wenen  | 10 september 2013 | WK 2014 kwalificatie | Oostenrijk − Ierland | 1 − 0   |
| 15 | Wenen  | 12 november 2016  | WK 2018 kwalificatie | Oostenrijk − Ierland | 0 − 1   |
| 16 | Dublin | 11 juni 2017      | WK 2018 kwalificatie | Ierland − Oostenrijk | 1 − 1   |

## Samenvatting
| Competitie        | Totaal gespeeld | Winst Ierland | Gelijk | Winst Oostenrijk | Doelsaldo Ierland – Oostenrijk |
| ----------------- | --------------- | ------------- | ------ | ---------------- | ------------------------------ |
| WK-kwalificatie   | 4               | 1             | 2      | 1                | 4 − 4                          |
| EK-kwalificatie   | 6               | 1             | 1      | 4                | 6 − 18                         |
| Vriendschappelijk | 6               | 1             | 1      | 4                | 9 − 15                         |
| Totaal            | 16              | 3             | 4      | 9                | 19 − 37                        |

## Details

### Zevende ontmoeting
| Vriendschappelijk (Wenen, Oostenrijk, 22 mei 1966): |              | |
| Oostenrijk | 1 – 0        | Ierland |
| Walter Seitl 76' | goals        | |
| Eduard Frühwirth | bondscoach   | John Carey |
| Roman Pichler Walter Gebhardt Walter Glechner Walter Stamm Walter Ludescher Walter Skocik Ewald Ullmann Horst Hirnschrodt 56' Walter Seitl Rudolf Flögel Adolf Macek | opstellingen | Alan Kelly Shay Brennan Tony Dunne Mick McGrath Charles Hurley Mick Meagan Frank O`Neill Johny Fullam Noel Cantwell Johnny Giles Joseph Haverty |
| Thomas Parits 56' | wissels      | |

### Twaalfde ontmoeting
| EK 1996 kwalificatie (Wenen, Oostenrijk, 6 september 1995): |       |                  |
| Oostenrijk                                                  | 3 – 1 | Ierland          |
| Peter Stöger 4' Peter Stöger 64' Peter Stöger 77'           | goals | 74' Paul McGrath |
| - Debuut van Mark Kennedy (Liverpool) voor Ierland.         |       |                  |

### Dertiende ontmoeting
| WK 2014 kwalificatie (Dublin, Ierland, 26 maart 2013): |       |                                     |
| Ierland                                                | 2 – 2 | Oostenrijk                          |
| Jon Walters 25' (pen.) Jon Walters 45+1'               | goals | 11' Martin Harnik 90+2' David Alaba |

### Veertiende ontmoeting
| WK 2014 kwalificatie (Wenen, Oostenrijk, 10 september 2013): |       |         |
| Oostenrijk                                                   | 1 – 0 | Ierland |
| David Alaba 84'                                              | goals |         |

### Vijftiende ontmoeting
| WK 2018 kwalificatie (Wenen, Oostenrijk, 12 november 2016): |              | |
| Oostenrijk | 0 – 1        | Ierland |
| | goals        | 48' James McClean |
| Marcel Koller | bondscoach   | Martin O'Neill |
| Ramazan Özcan Aleksandar Dragović Martin Hinteregger Kevin Wimmer 78' Marko Arnautović David Alaba Marcel Sabitzer 73' Julian Baumgartlinger Florian Klein Alessandro Schöpf 57' Marc Janko | opstellingen | Darren Randolph Séamus Coleman Ciaran Clark 24' Glenn Whelan Harry Arter Robbie Brady 85' James McClean 78' Wes Hoolahan Shane Duffy Jeff Hendrick Jon Walters |
| Louis Schaub 57' Martin Harnik 73' Stefan Ilsanker 78' | wissels      | 24' David Meyler 78' David McGoldrick 85' Aiden McGeady |
| Aleksandar Dragović 53' Julian Baumgartlinger 71' | gele kaarten | 44' Shane Duffy 72' Robbie Brady |

FAI · A-internationals · Bondscoaches · Statistieken · Iers vrouwenelftal · Olympisch elftal · Ierland U21 · Ierland U20 · Ierland U19 · Ierland U18 · Ierland U17 · Ierland U16 · Vrouwen U17
1924 – 1929 ·
1930 – 1939 ·
1940 – 1949 ·
1950 – 1959 ·
1960 – 1969 ·
1970 – 1979 ·
1980 – 1989 ·
1990 – 1999 ·
2000 – 2009 ·
2010 – 2019 ·
2020 − 2029
EK 1988 · 
EK 2012 · 
EK 2016
WK 1990 · 
WK 1994 · 
WK 2002
1924 · 
1925 · 
1926 · 
1927 · 
1928 · 
1929 · 
1930 · 
1931 · 
1932 · 
1933 · 
1934 · 
1935 · 
1936 · 
1937 · 
1938 · 
1939 · 
1940 · 1941 · 1942 · 1943 · 1944 · 1945 · 
1946 · 
1947 · 
1948 · 
1949 · 
1950 · 
1951 · 
1952 · 
1953 · 
1954 · 
1955 · 
1956 · 
1957 · 
1958 · 
1959 · 
1960 · 
1961 · 
1962 · 
1963 · 
1964 · 
1965 · 
1966 · 
1967 · 
1968 · 
1969 · 
1970 · 
1971 · 
1972 · 
1973 · 
1974 · 
1975 · 
1976 · 
1977 · 
1978 · 
1979 · 
1980 · 
1981 · 
1982 · 
1983 · 
1984 · 
1985 · 
1986 · 
1987 · 
1988 · 
1989 · 
1990 · 
1991 · 
1992 · 
1993 · 
1994 · 
1995 · 
1996 · 
1997 · 
1998 · 
1999 · 
2000 · 
2001 · 
2002 · 
2003 · 
2004 · 
2005 · 
2006 · 
2007 · 
2008 · 
2009 · 
2010 · 
2011 · 
2012 · 
2013 · 
2014 · 
2015 ·
2016 ·
2017 ·
2018 ·
2019 ·
2020 ·
2021
Albanië ·
Algerije ·
Andorra ·
Argentinië ·
Armenië ·
Australië ·
Azerbeidzjan ·
België ·
Bolivia ·
Bosnië en Herzegovina ·
Brazilië ·
Bulgarije ·
Canada ·
Chili ·
China ·
Colombia ·
Costa Rica ·
Cyprus ·
Denemarken ·
Duitsland ·
Ecuador ·
Egypte ·
Engeland ·
Estland ·
Faeröer ·
Finland ·
Frankrijk ·
Georgië ·
Gibraltar ·
Griekenland ·
Hongarije ·
IJsland ·
Iran ·
Israël ·
Italië ·
Jamaica ·
Joegoslavië ·
Kameroen ·
Kazachstan ·
Kroatië ·
Letland ·
Liechtenstein ·
Litouwen ·
Luxemburg ·
Malta ·
Marokko ·
Mexico ·
Moldavië ·
Montenegro ·
Nederland ·
Nieuw-Zeeland ·
Nigeria ·
Noord-Ierland ·
Noord-Macedonië ·
Noorwegen ·
Oekraïne ·
Oman ·
Oostenrijk ·
Paraguay ·
Polen ·
Portugal ·
Qatar ·
Roemenië ·
Rusland ·
San Marino ·
Saoedi-Arabië ·
Schotland ·
Servië ·
Slowakije ·
Sovjet-Unie ·
Spanje ·
Trinidad en Tobago ·
Tsjechië ·
Tsjecho-Slowakije ·
Tunesië ·
Turkije ·
Uruguay ·
Verenigde Staten ·
Wales ·
Wit-Rusland ·
Zuid-Afrika ·
Zweden ·
Zwitserland
België (2016) · 
Italië (2012) · 
Kroatië (2012) · 
Spanje (2012) · 
Zweden (2016)
ÖFB · A-internationals · Selecties · Bondscoaches · Oostenrijks vrouwenelftal · Olympisch elftal · Oostenrijk U21 · Oostenrijk U20 · Oostenrijk U19 · Oostenrijk U18 · Oostenrijk U17 · Oostenrijk U16 · Vrouwen U17
1902 – 1919 ·
1920 – 1929 ·
1930 – 1939 ·
1940 – 1949 ·
1950 – 1959 ·
1960 – 1969 ·
1970 – 1979 ·
1980 – 1989 ·
1990 – 1999 ·
2000 – 2009 ·
2010 – 2019 ·
2020 – 2029
EK's: 2008 · 
2016 · 
2020 · 
2024
WK's: 1934 · 
1954 · 
1958 · 
1978 · 
1982 · 
1990 · 
1998
OS: 1912 ·
1936 ·
1948 ·
1952
1902 · 
1903 · 
1904 · 
1905 · 
1906 · 
1907 · 
1908 · 
1909 · 
1910 · 
1911 · 
1912 · 
1913 · 
1914 · 
1915 · 
1916 · 
1917 · 
1918 · 
1919 · 
1920 · 
1921 · 
1922 · 
1923 · 
1924 · 
1925 · 
1926 · 
1927 · 
1928 · 
1929 · 
1930 · 
1931 · 
1932 · 
1933 · 
1934 · 
1935 · 
1936 · 
1937 · 
1938 · 1939 · 1940 · 1941 · 1942 · 1943 · 1944 · 1945 · 
1946 · 
1947 · 
1948 · 
1949 · 
1950 · 
1952 · 
1952 · 
1953 · 
1954 · 
1955 · 
1956 · 
1957 · 
1958 · 
1959 · 
1960 · 
1961 · 
1962 · 
1963 · 
1964 · 
1965 · 
1966 · 
1967 · 
1968 · 
1969 · 
1970 · 
1971 · 
1972 · 
1973 · 
1974 · 
1975 · 
1976 · 
1977 · 
1978 · 
1979 · 
1980 · 
1981 · 
1982 · 
1983 · 
1984 · 
1985 · 
1986 · 
1987 · 
1988 · 
1989 · 
1990 ·
1991 · 
1992 · 
1993 · 
1994 · 
1995 · 
1996 · 
1997 · 
1998 · 
1999 · 
2000 · 
2001 · 
2002 · 
2003 · 
2004 · 
2005 · 
2006 · 
2007 · 
2008 · 
2009 · 
2010 · 
2011 · 
2012 · 
2013 · 
2014 · 
2015 · 
2016 · 
2017 · 
2018 · 
2019 · 
2020 · 
2021 ·
2022
Albanië ·
Algerije ·
Andorra ·
Argentinië ·
Azerbeidzjan ·
België ·
Bosnië en Herzegovina ·
Brazilië ·
Bulgarije ·
Canada ·
Chili ·
Costa Rica ·
Cyprus ·
Denemarken ·
DDR ·
Duitsland ·
Egypte ·
Engeland ·
Estland ·
Faeröer ·
Finland ·
Frankrijk ·
Georgië ·
Ghana ·
Griekenland ·
Hongarije ·
Ierland ·
IJsland ·
Iran ·
Israël ·
Italië ·
Ivoorkust ·
Japan ·
Joegoslavië ·
Kameroen ·
Kazachstan ·
Kroatië ·
Letland ·
Liechtenstein ·
Litouwen ·
Luxemburg ·
Malta ·
Moldavië ·
Montenegro ·
Nederland ·
Nigeria ·
Noord-Ierland ·
Noord-Macedonië ·
Noorwegen ·
Oekraïne ·
Paraguay ·
Peru ·
Polen ·
Portugal ·
Roemenië ·
Rusland ·
San Marino ·
Schotland ·
Servië ·
Slovenië ·
Slowakije ·
Sovjet-Unie ·
Spanje ·
Trinidad en Tobago ·
Tsjechië ·
Tsjecho-Slowakije ·
Tunesië ·
Turkije ·
Uruguay ·
Venezuela ·
Verenigde Staten ·
Wales ·
Wit-Rusland ·
Zweden ·
Zwitserland
Algerije (1982) · 
Chili (1982) · 
Duitsland (2008) · 
Frankrijk (1982) · 
Hongarije (2016) · 
Italië (2021) · 
Kroatië (2008) · 
Nederland (2021) · 
Noord-Ierland (1982) · 
Noord-Macedonië (2021) · 
Oekraïne (2021) · 
Polen (2008) ·  
Portugal (2016) · 
West-Duitsland (1982)